# Blue Amberol Records

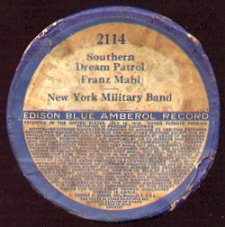
Deksel van een cilinder

Blue Amberol Records was de merknaam voor cilinderopnames die door de Edison Company werden geproduceerd van 1912 tot 1929. Deze cilinders zijn gemaakt van celluloid en hebben een kern van gips. Ze worden afgespeeld met een diamantnaald. Het gebruik van celluloid werd voor het eerst toegepast door Thomas Lambert (Indestructible Record). Die werd in 1907 door Edison weggeconcurreerd.
De cilinders hebben een speeltijd van ruim 4 minuten op een snelheid van 160 toeren per minuut (een maximum speelduur van 4 minuten en 45 sconden is mogelijk). Ze worden afgespeeld op een speciaal type fonograaf, de Amberola. Ze kunnen niet gespeeld worden op oudere machines die berekend zijn op de eerdere standaard van 2 minuten. De Amberola's gebruiken een kleinere naald, en de schroefdraad die de afspeelkop over de cilinder beweegt, heeft een andere verhouding tot de omloopsnelheid. In de Blue Amberolserie zijn meer dan 5000 titels uitgebracht in alle toenmalige genres. De oriëntatie is sterk Amerikaans en vertegenwoordigt behalve Edisons eigen smaak ook die van de witte middenklasse. De in de jaren twintig opkomende zwarte muziekcultuur van jazz en blues is sterk ondervertegenwoordigd.